# Podonomus pepinellii
Podonomus pepinellii är en tvåvingeart som beskrevs av Roque och Trivinho-strixino 2004. Podonomus pepinellii ingår i släktet Podonomus och familjen fjädermyggor. Inga underarter finns listade i Catalogue of Life.